# Partido Social Demócrata (Costa Rica)
El Partido Social Demócrata fue un partido político costarricense que existió brevemente entre 1945 y 1953. Se formó tras la fusión del grupo Acción Demócrata y el Centro de Estudios de los Problemas Nacionales en el Teatro Latino de San José el 10 de marzo de 1945 adoptando el "socialismo democrático" como ideología oficial. Su color era el púrpura y su divisa la guaria morada.
Según el Dr. Alberto Salom Echeverría en su libro "Los orígenes del Partido Liberación Nacional y la Socialdemocracia" basándose en investigaciones documentales de registros y correspondencia del Partido Demócrata y Acción Demócrata con el Centro considera que el término Social Demócrata respondía más a un interés de promover la democracia liberal pero con consciencia social y una cercanía al liberalismo pero socialmente responsable, sin caer en el socialismo ni en la socialdemocracia europea. De hecho en las actas fundacionales se ve que uno de los nombres barajados como posible nombre del partido era Partido Social Republicano. Consecuentemente, el Partido Social Demócrata nunca estuvo vinculado a la Internacional Socialista. De forma similar, su principal líder, Figueres Ferrer, se declaraba seguidor del socialismo utópico que tampoco tenía relación con la socialdemocracia. Esto a diferencia del Centro que aunque originalmente de tendencia liberal, se volvió al socialismo por influencia de Haya de la Torre.
El 12 de octubre de 1951 se funda el Partido Liberación Nacional por la dirigencia del PSD y el Movimiento de Liberación Nacional. Eventualmente, el sucesor del Partido Social Demócrata, el Partido Liberación Nacional (mediante el cual, Figueres llegaría a ser presidente de la República) se vinculó a la Internacional Socialista en 1987.

### Elecciones presidenciales
| Año   | Candidato           | Votos  | %                | Posición |
| 1948a | Otilio Ulate Blanco | 54.931 | \| \| 53.09 % \| | 1º       |
|       | 53.09 %             |        |                  |          |

a Dentro de la candidatura de Compactación Nacional.